# Preach (Drake)
Preach è un singolo del rapper canadese Drake pubblicato il 29 marzo 2015.

## Descrizione
Il brano vede la collaborazione di PartyNextDoor.

## Video musicale
Il videoclip è stato pubblicato sul canale ufficiale del rapper.

## Tracce
1. Preach – 3:56